# Marquelia
Marquelia es una localidad del estado mexicano de Guerrero, cabecera del municipio homónimo. Forma parte de la región Costa Chica de Guerrero. Unas de las localidades famosas por sus playas en la Costa Chica.

## Toponimia
Existen dos versiones acerca del origen del nombre del municipio y su localidad cabecera. Una de ellas atribuye el nombre Marquelia a la deformación oral en la expresión "marca de Elia", que a su vez hacía referencia a una marca en particular del ganado de un terrateniente cuya hija se llamaba Elia Noriega López (1864-1957). La otra versión atribuye el nombre a la combinación de palabras indígenas cuyo significado es "mar que amarra", en referencia a una creencia popular.

## Geografía
La localidad está ubicada en la posición 16°35′0″N 98°49′4″O / 16.58333, -98.81778, a una altitud de 13 m s. n. m.
Se sitúa en la costa del estado de guerrero, por lo que hace propensa a la localidad a ser impactada por huracanes, tales como el Huracán John, que impactó a la localidad el 23 de septiembre de 2024. Tan solo 118 km al oeste de la localidad, el 22 de octubre de 2023, el Huracán Otis había impactado en Acapulco.
Según la clasificación climática de Köppen, el clima corresponde al tipo Aw - Tropical seco.

## Demografía
Cuenta con 6857 habitantes lo que representa un incremento promedio de 0.46% anual en el período 2010-2020 sobre la base de los 6553 habitantes registrados en el censo anterior. Ocupa una superficie de 2.159 km², lo que determina al año 2020 una densidad de 3177 hab/km².
| Gráfica de evolución demográfica de Marquelia entre 2000 y 2020   |
|                                                                   |
| Fuente: Instituto Nacional de Estadística Geografía e Informática |

En el año 2010 estaba clasificada como una localidad de grado alto de vulnerabilidad social.
La población de Marquelia está mayoritariamente alfabetizada (6.50% de personas analfabetas al año 2020) con un grado de escolarización en torno de los 9 años. Solo el 9.55% de la población es indígena.